# Přeborov
Přeborov är en ort i Tjeckien.   Den ligger i regionen Södra Böhmen, i den centrala delen av landet, 70 km söder om huvudstaden Prag. Přeborov ligger 477 meter över havet och antalet invånare är 141.
Terrängen runt Přeborov är huvudsakligen platt, men norrut är den kuperad. Runt Přeborov är det ganska glesbefolkat, med 38 invånare per kvadratkilometer. Närmaste större samhälle är Milevsko, 3,2 km söder om Přeborov. Omgivningarna runt Přeborov är en mosaik av jordbruksmark och naturlig växtlighet.